# Tale Dolven
Tale Dolven, née en 1981 à Stavanger en Norvège, est une danseuse norvégienne de danse contemporaine, membre de la Compagnie Rosas dirigée par Anne Teresa De Keersmaeker.

## Biographie
Après une formation à l'Académie nationale norvégienne de ballet à Oslo, Tale Dolven arrive à Bruxelles en Belgique en 2002 pour suivre les cours de P.A.R.T.S. créée par la chorégraphe flamande Anne Teresa De Keersmaeker. Après deux ans de formation, elle intègre la Compagnie Rosas et participe dès lors aux principales créations de la troupe, dont notamment les spectacles D'un soir un jour (2006), Steve Reich Evening (2007), et Zeitung (2008). Mais c'est surtout son duo dansé avec Anne Teresa De Keersmaeker dans la reprise de Fase, la pièce historique de la chorégraphe, à partir de 2004, en remplacement de Michèle Anne De Mey, qui marque un point tournant de sa carrière. De 2004 à 2011 elle danse cette pièce à de très nombreuses reprises soit avec De Keersmaeker soit avec Cynthia Loemij pour partenaire. Elle interprète également, Rosas danst Rosas, une autre chorégraphie majeure de la compagnie,.
Elle danse également ponctuellement pour d'autres chorégraphes dont Soelvi Edvardsen et Charlotte Vanden Eynde. En 2004, elle crée sa première chorégraphie intitulée Gone, Altough It Might Change.